# Mołoda
Mołoda – (1723 m n.p.m.) szczyt w północno−zachodniej części Gorganów, które są częścią Beskidów Wschodnich. Szczyt ten oddzielony jest od Jajka Perehińskiego (1600 m n.p.m.) przełęczą Sołotwinka (1355 m n.p.m.).